# Цудахарська мова
Цудаха́рська мова (дарг. цӏудхъуран мец; рос. цудахарский язык) — мова цудахарців, а також даргинців. Поширення — центр Дагестану (РФ). Система письма кирилична.
Належить до північно-західної підгрупи даргинських мов нахсько-дагестанської групи північнокавказької мовної сім'ї. Однак більшістю мовознавцями розглядається як діалект даргинської мови, а не як окрема мова.
Близько ≈19 тисяч носіїв.
Має два діалекти:
- цудахарський (села Цудахар, Хаджалмахи);
- західно-цудахарський (села Куппа, Карекадани).